# Beachwood (Nova Jérsei)
Beachwood é um distrito localizado no estado americano de Nova Jérsei, no Condado de Ocean.

## Demografia
Segundo o censo americano de 2000, a sua população era de 10.375 habitantes. 
Em 2006, foi estimada uma população de 10.744, um aumento de 369 (3.6%).

## Geografia
De acordo com o United States Census Bureau tem uma área de 
7,2 km², dos quais 7,2 km² cobertos por terra e 0,0 km² cobertos por água.

## Localidades na vizinhança
O diagrama seguinte representa as localidades num raio de 8 km ao redor de Beachwood. 